# Museo Numismático de Atenas

El Museo Numismático de Atenas (en griego: Νομισματικό Μουσείο Αθηνών) está situado en la casa de Heinrich Schliemann, que fue diseñada por el arquitecto alemán Ernst Ziller. Presenta una colección de varios períodos desde la antigüedad hasta la actualidad.
Además de la colección de la casa hay una biblioteca sobre la acuñación de monedas (1000 libros), archivos y un laboratorio público para la clasificación y conservación de las monedas históricas.

## Historia del museo
Este museo fue creado en 1834. En 1843 su sede era una de las salas de la Universidad de Atenas. Entre 1856 y 1888 su director, Ajileas Postolakas, enriqueció notablemente las colecciones y publicó un catálogo de las mismas. Hasta 1893 funcionó como un anexo de la Biblioteca Nacional de Grecia; a partir de esa fecha adquirió su independencia como museo. Ioannis Svoronos dirigió el museo entre 1890 y 1922. Bajo su dirección, además de aumentar sus colecciones, se publicó a partir de 1898 la revista Journal international d'archéologie numismatique. En 1940 las colecciones del museo se trasladaron desde la Academia de Atenas al Banco de Grecia, debido a la Segunda Guerra Mundial. Posteriormente, a partir de 1946, se ubicó en un sector del Museo Arqueológico Nacional de Atenas. En las décadas siguientes continuaron ampliándose sus colecciones, se creó un taller de mantenimiento y se llevaron a cabo programas educativos. 
En 1984 se cedió al Ministerio de Cultura de Grecia el edificio Iliu Melatron, que fue vivienda de Heinrich Schliemann, para que allí se ubicara la sede del museo. Se realizaron trabajos de restauración en el primer piso del edificio que duraron muchos años hasta que en 1998 se pudo inaugurar la exposición permanente. La segunda planta del edificio también afrontó trabajos de restauración y en 2007 se inauguró la exposición del museo en esa planta.

## Colecciones

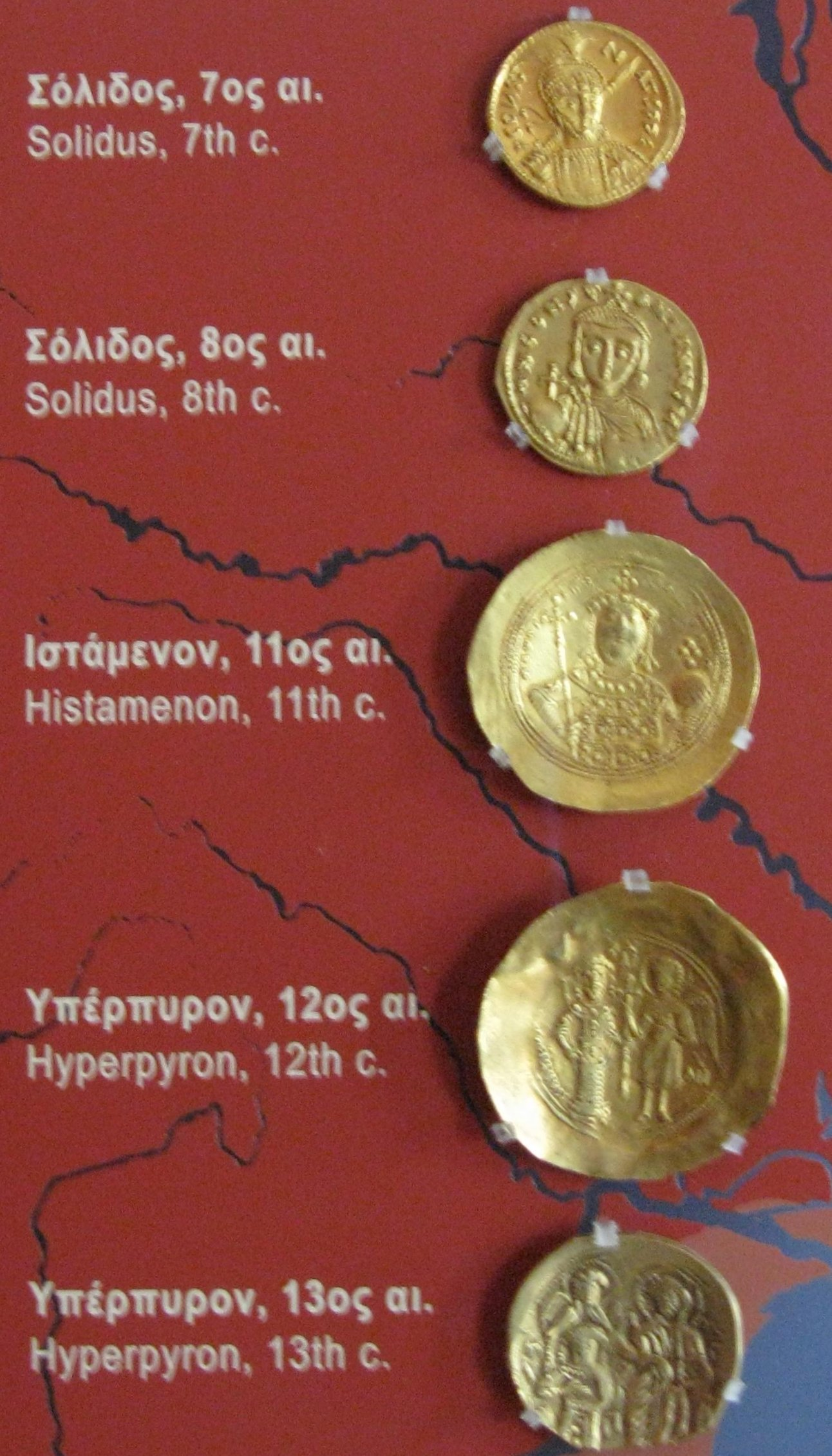
Colecciones de monedas del imperio Bizantino.

El museo posee una colección compuesta de unas 500 000 piezas, que son principalmente monedas, pero también hay piedras de sello, sellos de plomo bizantinos, medallas y balanzas.
Las monedas antiguas emitidas por las ciudades-estado griegas en época clásica, por los reyes y gobernantes del periodo helenístico y por los dirigentes de la época romana, desde el siglo VI a. C. al siglo V d. C. forman el sector más importante del museo. 
Otro sector del museo importante lo forman las colecciones de monedas de la Edad Media, entre los siglos VI y XV, procedentes principalmente de diferentes lugares del Imperio Bizantino pero también de otros ámbitos geográficos.
Por otra parte, se encuentran monedas de múltiples estados de los periodos comprendidos entre los siglos XV y XX, principalmente las que circularon en Grecia, entre las que destacan las emitidas por el Imperio otomano y las del estado griego moderno.